# En España

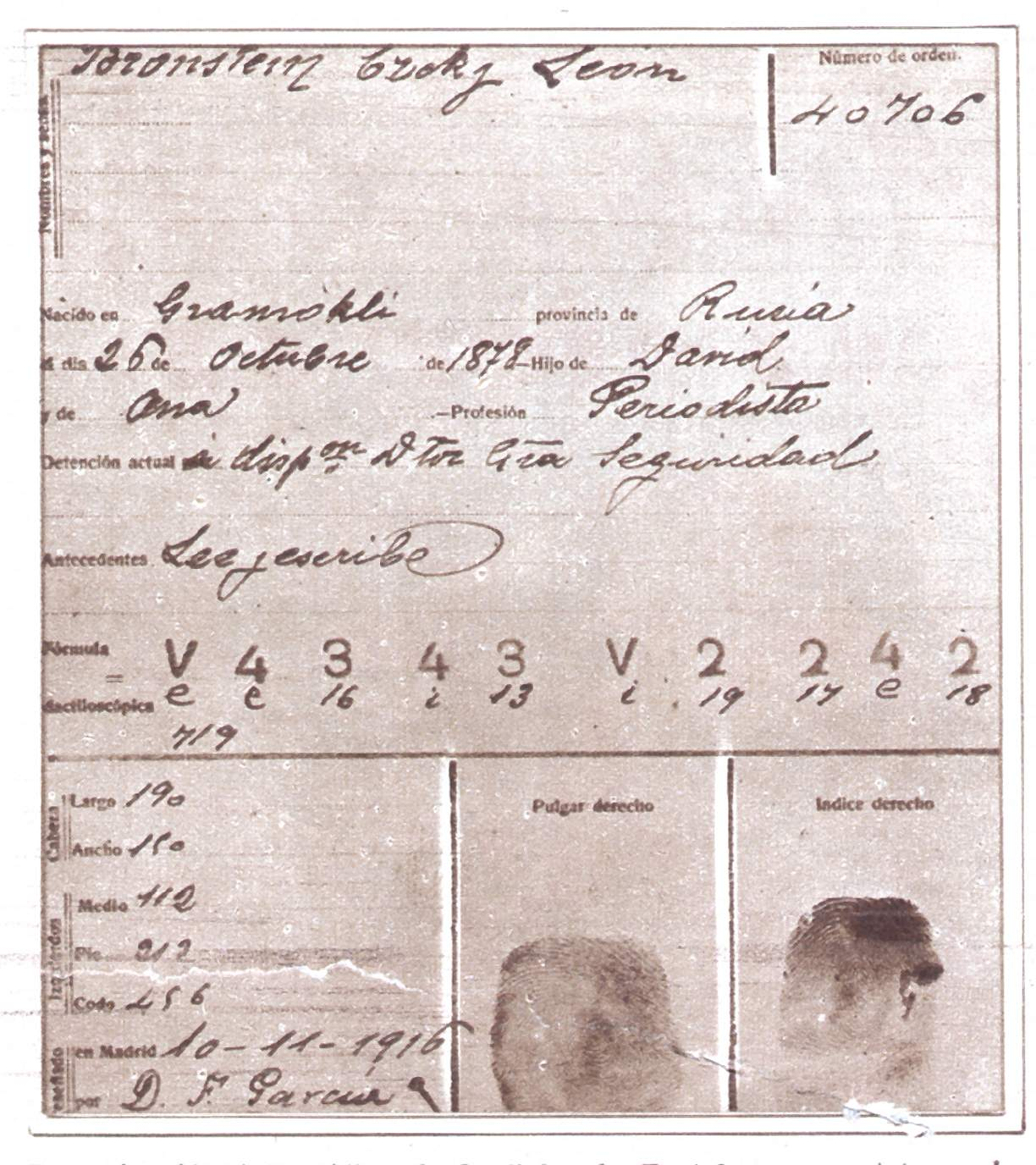

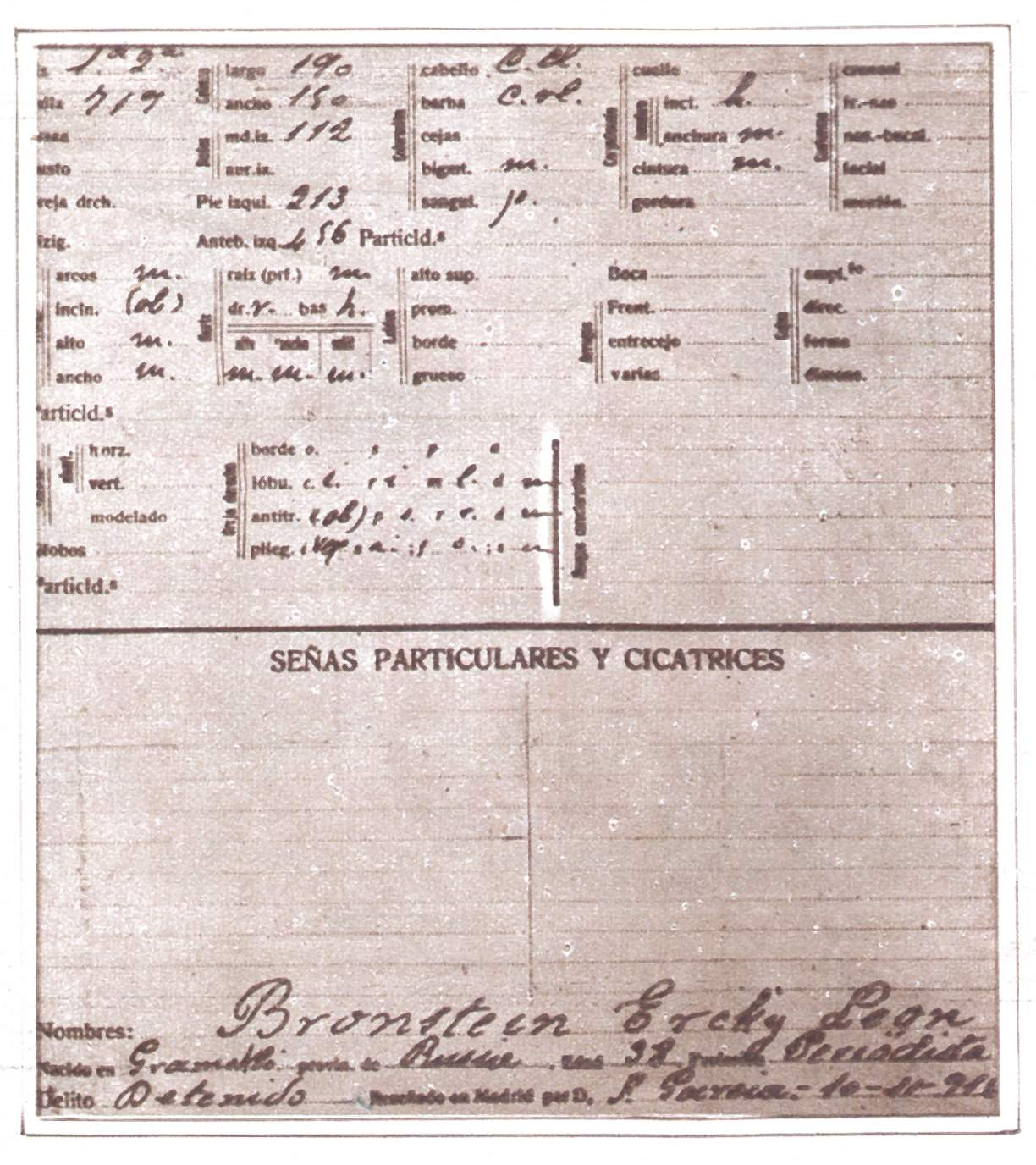
Ficha de León Trotski a su paso por la cárcel Modelo de Madrid. Su negativa a plantar las huellas dactilares es reflejada en el libro.

En España es el título que puso la editorial madrileña Akal, en 1975, a su reedición del texto del libro autobiográfico de León Trotski que recoge su viaje desde que es expulsado de Francia en octubre de 1916 hasta que embarca para Nueva York desde Barcelona, junto con su familia, en un camarote de primera clase que le brindó Claudio López Bru, segundo Marqués de Comillas, y que se publicó en español en 1929, traducido por Andrés Nin, con el título Mis peripecias en España. 
Aunque al no tener libertad de movimientos no pudo conocer España como hubiera deseado, Trotski acierta a reflejar muchos de los aspectos de la sociedad española de la época.
Los primeros seis capítulos del libro aparecieron en ruso en 1922, en la revista literaria Красная новь (Tierra virgen roja), y el resto en esa misma revista en enero de 1926. Ese mismo año, en ruso, apareció también como libro. Sin embargo, en el prólogo que Trotski escribe para la edición española de 1929, recuerda erróneamente que fue en 1924 cuando lo publicó en ruso.
En su autobiografía, Mi vida (1930), Trotski recoge también sus experiencias por España pero En España el relato es un poco más amplio. Lamentablemente la edición de En España ejecutada por Akal en 1975, en vida de Francisco Franco, está plagada de errores respecto de la primera edición española de 1929, con saltos de líneas enteras del texto y sin las notas que el propio Trotski había incorporado a su libro.